# SN 2002gs
SN 2002gs – supernowa typu Ia odkryta 10 października 2002 roku w galaktyce A013956-0045. W momencie odkrycia miała maksymalną jasność 21,40m.